# Sifjorden
Sifjorden er en fjord på Senja i Torsken kommune i Troms og Finnmark fylke  i Norge. Fjorden er 10 kilometer lang. Den begynder mellem Varden i nord og Blåstranda i syd, hvor fjorden er omkring 4,5 kilometer bred. Den går herfra mod øst til Sifjordbotn. Lige ved Varden går fjordarmen Veidmannsfjorden østover til Veidmannsbotn. På sydsiden af fjorden ligger Kvænbukta længst mod øst i fjorden, og lidt længere mod nord ligger vigen Gjeska. Sifjorden fortsætter mod nordøst, hvor bygden Sifjord ligger på nordsiden af fjorden næsten helt inde i fjorden.
Fylkesvej 232 (Troms) går langs nordsiden af fjorden, mens Fylkesvej 243 (Troms) går langs østsiden.